# Стеараты
Стеараты — группа химических соединений, эфиры и соли органической стеариновой кислоты. В общем виде формула стеарата выглядит так: С17Н35СООR (стеарат-сложный эфир), либо С17Н35СОО-М+ (стеарат-соль), где R - органический радикал (CH3, Et, Pr, Ph, и т.д.), М - противоион, в качестве которого может выступать металл М = Li, Na, Mg и т.д. 
Стеараты-соли образуются при реакции стеариновой кислоты с щёлочью, например
C17H35COOH + NaOH → C17H35COONa + H2O

## Использование
Одним из основных компонентов мыла является стеарат натрия. Стеараты натрия, калия, лития, кальция, свинца используются как компоненты пластичных смазок (см. литиевые смазки, солидол).
В фармацевтической промышленности стеарат магния применяется в качестве смазывающего вещества при прямом прессовании таблеток.
Стеарат кальция или цинка применяется при изготовление детонита.
Стеараты используются как пищевые добавки: E430, E431, E435, E492 (сорбитан тристеарат)

## Примеры
- Стеарат меди(II)
- Стеарат никеля(II)
- Стеарат олова(II)
- Стеарат ртути(II)
- Стеарат серебра